# Medaliści igrzysk olimpijskich w boksie
Lista medalistów i medalistek letnich igrzysk olimpijskich w boksie.

## Mężczyźni

### Waga papierowa
Od 1968 do 2008 do 48 kg, od 2012 do 49 kg.
| Rok i miejsce       | Złoto               | Srebro                 | Brąz                              |
| ------------------- | ------------------- | ---------------------- | --------------------------------- |
| Meksyk 1968         | Francisco Rodríguez | Jee Yong-ju            | Harlan Marbley Hubert Skrzypczak  |
| Monachium 1972      | György Gedó         | Kim U-gil              | Ralph Evans Enrique Rodríguez     |
| Montreal 1976       | Jorge Hernández     | Lee Byong-uk           | Orlando Maldonado Payao Poontarat |
| Moskwa 1980         | Szamil Sabirow      | Hipólito Ramos         | Iwajło Marinow Lee Byong-uk       |
| Los Angeles 1984    | Paul Gonzales       | Salvatore Todisco      | Marcelino Bolívar Keith Mwila     |
| Seul 1988           | Iwajło Marinow      | Michael Carbajal       | Róbert Isaszegi Leopoldo Serantes |
| Barcelona 1992      | Rogelio Marcelo     | Danieł Petrow          | Jan Quast Roel Velasco            |
| Atlanta 1996        | Danieł Petrow       | Mansueto Velasco       | Ołeh Kyriuchin Rafael Lozano      |
| Sydney 2000         | Brahim Asloum       | Rafael Lozano          | Kim Un-chol Maikro Romero         |
| Ateny 2004          | Yan Barthelemí      | Atagün Yalçınkaya      | Zou Shiming Siergiej Kazakow      |
| Pekin 2008          | Zou Shiming         | Pürewdordżijn Serdamba | Yampier Hernández Paddy Barnes    |
| Londyn 2012         | Zou Shiming         | Kaeo Pongprayoon       | Dawid Ajrapetian Paddy Barnes     |
| Rio de Janeiro 2016 | Hasanboy Doʻsmatov  | Yuberjen Martínez      | Joahnys Argilagos Nico Hernandez  |

### Waga musza
W 1904 do 105 funtów (47,6 kg), od 1920 do 1936 do 112 funtów (50,8 kg), od 1948 do 2008 do 51 kg, od 2012 do 52 kg.
| Rok i miejsce       | Złoto             | Srebro                | Brąz                                 |
| ------------------- | ----------------- | --------------------- | ------------------------------------ |
| Saint Louis 1904    | George Finnegan   | Miles Burke           | –                                    |
| Antwerpia 1920      | Frank di Genaro   | Anders Petersen       | William Cuthbertson                  |
| Paryż 1924          | Fidel LaBarba     | James McKenzie        | Raymond Fee                          |
| Amsterdam 1928      | Antal Kocsis      | Armand Apell          | Carlo Cavagnoli                      |
| Los Angeles 1932    | István Énekes     | Francisco Cabañas     | Louis Salica                         |
| Berlin 1936         | Willy Kaiser      | Gavino Matta          | Louis Laurie                         |
| Londyn 1948         | Pascual Pérez     | Spartaco Bandinelli   | Han Su-an                            |
| Helsinki 1952       | Nathan Brooks     | Edgar Basel           | Anatolij Bułakow Willie Toweel       |
| Melbourne 1956      | Terence Spinks    | Mircea Dobrescu       | John Caldwell René Libeer            |
| Rzym 1960           | Gyula Török       | Siergiej Siwko        | Abdel Moneim El-Gindy Kiyoshi Tanabe |
| Tokio 1964          | Fernando Atzori   | Artur Olech           | Robert Carmody Stanisław Sorokin     |
| Meksyk 1968         | Ricardo Delgado   | Artur Olech           | Servílio de Oliveira Leo Rwabwogo    |
| Monachium 1972      | Georgi Kostadinow | Leo Rwabwogo          | Leszek Błażyński Douglas Rodríguez   |
| Montreal 1976       | Leo Randolph      | Ramón Duvalón         | Leszek Błażyński Dawid Torosjan      |
| Moskwa 1980         | Petyr Lesow       | Wiktor Mirosznyczenko | Hugh Russell János Váradi            |
| Los Angeles 1984    | Steve McCrory     | Redžep Redžepovski    | Ibrahim Bilali Eyüp Can              |
| Seul 1988           | Kim Kwang-sun     | Andreas Tews          | Mario González Timofiej Skriabin     |
| Barcelona 1992      | Choi Chol-su      | Raúl González         | Timothy Austin István Kovács         |
| Atlanta 1996        | Maikro Romero     | Bołat Żumadyłow       | Zoltan Lunka Albiert Pakiejew        |
| Sydney 2000         | Wijan Ponlid      | Bołat Żumadyłow       | Wołodymyr Sydorenko Jérôme Thomas    |
| Ateny 2004          | Yuriorkis Gamboa  | Jérôme Thomas         | Rustam Rahimov Fuad Aslanov          |
| Pekin 2008          | Somjit Jongjohor  | Andry Laffita         | Vincenzo Picardi Gieorgij Bałakszyn  |
| Londyn 2012         | Robeisy Ramírez   | Njambajaryn Tögscogt  | Misza Ałojan Michael Conlan          |
| Rio de Janeiro 2016 | Shaxobidin Zoirov | Misza Ałojan          | Yoel Finol Hu Jianguan               |
| Tokio 2020          | Galal Yafai       | Carlo Paalam          | Säken Bibosynow Ryomei Tanaka        |

### Waga kogucia
W 1904 do 115 funtów (51,2 kg), w 1908 do 116 funtów (52,6 kg), od 1920 do 1936 do 118 funtów (53,5 kg), od 1948 do 2008 do 54 kg. od 2012 do 56 kg.
| Rok i miejsce       | Złoto                 | Srebro                | Brąz                                       |
| ------------------- | --------------------- | --------------------- | ------------------------------------------ |
| Saint Louis 1904    | Oliver Kirk           | George Finnegan       | –                                          |
| Londyn 1908         | Henry Thomas          | John Condon           | William Webb                               |
| Antwerpia 1920      | Clarence Walker       | Chris Graham          | George McKenzie                            |
| Paryż 1924          | William Smith         | Salvatore Tripoli     | Jean Ces                                   |
| Amsterdam 1928      | Vittorio Tamagnini    | John Daley            | Harry Isaacs                               |
| Los Angeles 1932    | Horace Gwynne         | Hans Ziglarski        | José Villanueva                            |
| Berlin 1936         | Ulderico Sergo        | Jack Wilson           | Fidel Ortiz                                |
| Londyn 1948         | Tibor Csík            | Giovanni Zuddas       | Juan Evangelista Venegas                   |
| Helsinki 1952       | Pentti Hämäläinen     | John McNally          | Giennadij Garbuzow Kang Joon-ho            |
| Melbourne 1956      | Wolfgang Behrendt     | Song Soon-chun        | Claudio Barrientos Frederick Gilroy        |
| Rzym 1960           | Oleg Grigorjew        | Primo Zamparini       | Brunon Bendig Oliver Taylor                |
| Tokio 1964          | Takao Sakurai         | Chung Shin-cho        | Juan Fabila Mendoza Washington Rodríguez   |
| Meksyk 1968         | Walerian Sokołow      | Eridadi Mukwanga      | Chang Kyou-chul Eiji Morioka               |
| Monachium 1972      | Orlando Martínez      | Alfonso Zamora        | Ricardo Carreras George Turpin             |
| Montreal 1976       | Gu Yong-ju            | Charles Mooney        | Pat Cowdell Wiktor Rybakow                 |
| Moskwa 1980         | Juan Hernández Pérez  | Bernardo José Piñango | Michael Anthony Dumitru Cipere             |
| Los Angeles 1984    | Maurizio Stecca       | Héctor López          | Pedro Nolasco Dale Walters                 |
| Seul 1988           | Kennedy McKinney      | Aleksandyr Christow   | Phajol Moolsan Jorge Julio Rocha           |
| Barcelona 1992      | Joel Casamayor        | Wayne McCullough      | Muhammad Aszik Li Gwang-sik                |
| Atlanta 1996        | István Kovács         | Arnaldo Mesa          | Vichairachanon Khadpo Raimkul Małachbiekow |
| Sydney 2000         | Guillermo Rigondeaux  | Raimkul Małachbiekow  | Serhij Danilczenko Clarence Vinson         |
| Ateny 2004          | Guillermo Rigondeaux  | Worapoj Petchkoom     | Bahodirjon Sultonov Ağası Məmmədov         |
| Pekin 2008          | Enchbatyn Badar-Uugan | Yankiel León          | Veaceslav Gojan Bruno Julie                |
| Londyn 2012         | Luke Campbell         | John Joe Nevin        | Lázaro Álvarez Satoshi Shimizu             |
| Rio de Janeiro 2016 | Robeisy Ramírez       | Shakur Stevenson      | Władimir Nikitin Murodjon Axmadaliyev      |
| Paryż 2024          | Hasanboy Dusmatov     | Billal Bennama        | Daniel Varela de Pina Junior Alcántara     |

### Waga piórkowa
W 1904 do 125 funtów (56,7 kg), od 1908 do 1936 do 126 funtów (57,2 kg), w 1948 do 58 kg, od 1952 do 2008 i od 2020 do 57 kg.
| Rok i miejsce    | Złoto                 | Srebro                 | Brąz                                  |
| ---------------- | --------------------- | ---------------------- | ------------------------------------- |
| Saint Louis 1904 | Oliver Kirk           | Frank Haller           | Frederick Gilmore                     |
| Londyn 1908      | Richard Gunn          | Charles Morris         | Hugh Roddin                           |
| Antwerpia 1920   | Paul Fritsch          | Jean Gachet            | Edoardo Garzena                       |
| Paryż 1924       | Jackie Fields         | Joseph Salas           | Pedro Quartucci                       |
| Amsterdam 1928   | Bep van Klaveren      | Víctor Peralta         | Harold Devine                         |
| Los Angeles 1932 | Carmelo Robledo       | Josef Schleinkofer     | Allan Carlsson                        |
| Berlin 1936      | Oscar Casanovas       | Charles Catterall      | Josef Miner                           |
| Londyn 1948      | Ernesto Formenti      | Dennis Shepherd        | Aleksy Antkiewicz                     |
| Helsinki 1952    | Ján Zachara           | Sergio Caprari         | Leonard Leisching Joseph Ventaja      |
| Melbourne 1956   | Władimir Safronow     | Thomas Nicholls        | Pentti Hämäläinen Henryk Niedźwiedzki |
| Rzym 1960        | Francesco Musso       | Jerzy Adamski          | Jorma Limmonen William Meyers         |
| Tokio 1964       | Stanisław Stiepaszkin | Anthony Villanueva     | Charles Brown Heinz Schulz            |
| Meksyk 1968      | Antonio Roldán        | Al Robinson            | Iwan Michajłow Philip Waruinge        |
| Monachium 1972   | Boris Kuzniecow       | Philip Waruinge        | András Botos Clemente Rojas           |
| Montreal 1976    | Ángel Herrera Vera    | Richard Nowakowski     | Leszek Kosedowski Juan Paredes        |
| Moskwa 1980      | Rudi Fink             | Adolfo Horta           | Krzysztof Kosedowski Wiktor Rybakow   |
| Los Angeles 1984 | Meldrick Taylor       | Peter Konyegwachie     | Türgüt Aykaç Omar Catarí              |
| Seul 1988        | Giovanni Parisi       | Daniel Dumitrescu      | Abdelhak Aszik Lee Jae-hyuk           |
| Barcelona 1992   | Andreas Tews          | Faustino Reyes López   | Ramaz Paliani Husajn Sultani          |
| Atlanta 1996     | Somluck Kamsing       | Serafim Todorow        | Pablo Chacón Floyd Mayweather Jr.     |
| Sydney 2000      | Bekzat Sattarchanow   | Ricardo Juarez         | Kamil Dżamałutdinow Tahar Tamsamani   |
| Ateny 2004       | Aleksiej Tiszczenko   | Kim Song-guk           | Vitali Tajbert Jo Seok-hwan           |
| Pekin 2008       | Wasyl Łomaczenko      | Khedafi Djelkhir       | Yakup Kılıç Şahin İmranov             |
| Tokio 2020       | Albert Batyrgazijew   | Duke Ragan             | Lázaro Álvarez Samuel Takyi           |
| Paryż 2024       | Abdumalik Khalokov    | Munarbek Seiitbek Uulu | Charlie Senior Javier Ibáñez          |

### Waga lekka
W 1904 do 135 funtów (61,2 kg), w 1908 do 140 funtów (63,5 kg), od 1920 do 1936 do 135 funtów (61,2 kg), w 1948 do 64 kg, od 1952 do 60 kg.
| Rok i miejsce       | Złoto               | Srebro              | Brąz                                       |
| ------------------- | ------------------- | ------------------- | ------------------------------------------ |
| Saint Louis 1904    | Harry Spanjer       | Russell van Horn    | Peter Sturholdt                            |
| Londyn 1908         | Frederick Grace     | Frederick Spiller   | Harry Johnson                              |
| Antwerpia 1920      | Samuel Mosberg      | Gotfred Johansen    | Chris Newton                               |
| Paryż 1924          | Hans Jacob Nielsen  | Alfredo Copello     | Frederick Boylstein                        |
| Amsterdam 1928      | Carlo Orlandi       | Stephen Halaiko     | Gunnar Berggren                            |
| Los Angeles 1932    | Lawrence Stevens    | Thure Ahlqvist      | Nathan Bor                                 |
| Berlin 1936         | Imre Harangi        | Nikolai Stepulov    | Erik Ågren                                 |
| Londyn 1948         | Gerald Dreyer       | Joseph Vissers      | Svend Wad                                  |
| Helsinki 1952       | Aureliano Bolognesi | Aleksy Antkiewicz   | Gheorghe Fiat Erkki Pakkanen               |
| Melbourne 1956      | Richard McTaggart   | Harry Kurschat      | Anthony Byrne Anatolij Łagietko            |
| Rzym 1960           | Kazimierz Paździor  | Sandro Lopopolo     | Abel Laudonio Richard McTaggart            |
| Tokio 1964          | Józef Grudzień      | Wilikton Barannikow | Ronald A. Harris Jim McCourt               |
| Meksyk 1968         | Ronald W. Harris    | Józef Grudzień      | Calistrat Cuțov Zvonimir Vujin             |
| Monachium 1972      | Jan Szczepański     | László Orbán        | Samuel Mbugua Alfonso Pérez                |
| Montreal 1976       | Howard Davis        | Simion Cuțov        | Ace Rusevski Wasilij Sołomin               |
| Moskwa 1980         | Ángel Herrera Vera  | Wiktor Diemjanienko | Kazimierz Adach Richard Nowakowski         |
| Los Angeles 1984    | Pernell Whitaker    | Luis Ortíz          | Chun Chil-sung Martin Ndongo Ebanga        |
| Seul 1988           | Andreas Zülow       | George Scott        | Romallis Ellis Nergüjn Enchbat             |
| Barcelona 1992      | Óscar de la Hoya    | Marco Rudolph       | Namdżilyn Bajarsajchan Hong Sung-sik       |
| Atlanta 1996        | Husajn Sultani      | Tonczo Tonczew      | Terrance Cauthen Leonard Doroftei          |
| Sydney 2000         | Mario Kindelán      | Andrij Kotelnyk     | Cristián Bejarano Aleksandr Maletin        |
| Ateny 2004          | Mario Kindelán      | Amir Khan           | Seryk Jeleuow Murat Chraczow               |
| Pekin 2008          | Aleksiej Tiszczenko | Daouda Sow          | Yordenis Ugás Hraczik Dżawachian           |
| Londyn 2012         | Wasyl Łomaczenko    | Han Soon-chul       | Evaldas Petrauskas Yasniel Toledo          |
| Rio de Janeiro 2016 | Robson Conceição    | Sofiane Oumiha      | Lázaro Álvarez Dordżnjambuugijn Otgondalaj |
| Tokio 2020          | Andy Cruz           | Keyshawn Davis      | Harry Garside Howhannes Baczkow            |

### Waga lekkopółśrednia
Od 1952 do 2000 do 63,5 kg, od 2004 do 64 kg.
| Rok i miejsce       | Złoto                    | Srebro              | Brąz                                           |
| ------------------- | ------------------------ | ------------------- | ---------------------------------------------- |
| Helsinki 1952       | Charles Adkins           | Wiktor Miednow      | Erkki Mallenius Bruno Visintin                 |
| Melbourne 1956      | Wladimir Jengibarian     | Franco Nenci        | Constantin Dumitrescu Henry Loubscher          |
| Rzym 1960           | Bohumil Němeček          | Clement Quartey     | Quincey Daniels Marian Kasprzyk                |
| Tokio 1964          | Jerzy Kulej              | Jewgienij Frołow    | Eddie Blay Habib Galhia                        |
| Meksyk 1968         | Jerzy Kulej              | Enrique Regüeiferos | Arto Nilsson James Wallington                  |
| Monachium 1972      | Sugar Ray Seales         | Angeł Angełow       | Issaka Daboré Zvonimir Vujin                   |
| Montreal 1976       | Sugar Ray Leonard        | Andrés Aldama       | Władimir Kolew Kazimierz Szczerba              |
| Moskwa 1980         | Patrizio Oliva           | Sierik Konakbajew   | José Aguilar Tony Willis                       |
| Los Angeles 1984    | Jerry Page               | Dhawee Umponmaha    | Mircea Fulger Mirko Puzović                    |
| Seul 1988           | Wiaczesław Janowski      | Grahame Cheney      | Reiner Gies Lars Myrberg                       |
| Barcelona 1992      | Héctor Vinent            | Mark Leduc          | Leonard Doroftei Jyri Kjäll                    |
| Atlanta 1996        | Héctor Vinent            | Oktay Urkal         | Fethi Missaoui Bołat Nijazymbetow              |
| Sydney 2000         | Muhammadqodir Abdullayev | Ricardo Williams    | Mohamed Allalou Diógenes Luna                  |
| Ateny 2004          | Manus Boonjumnong        | Yudel Johnson       | Ionuț Gheorghe Boris Georgiew                  |
| Pekin 2008          | Manuel Félix Díaz        | Manus Boonjumnong   | Roniel Iglesias Alexis Vastine                 |
| Londyn 2012         | Roniel Iglesias          | Denys Berinczyk     | Vincenzo Mangiacapre Uranczimegijn Mönch-Erden |
| Rio de Janeiro 2016 | Fazliddin Gaibnazarov    | Lorenzo Sotomayor   | Artem Harutyunyan Witalij Dunajcew             |
| Paryż 2024          | Erislandy Álvarez        | Sofiane Oumiha      | Wyatt Sanford Lasha Guruli                     |

### Waga półśrednia
W 1904 do 145 funtów (65,8 kg), od 1920 do 1936 do 147 funtów (66,7 kg), od 1948 do 2000 do 67 kg, od 2004 do 69 kg.
| Rok i miejsce       | Złoto              | Srebro               | Brąz                                 |
| ------------------- | ------------------ | -------------------- | ------------------------------------ |
| Saint Louis 1904    | Albert Young       | Harry Spanjer        | Joseph Lydon                         |
| Antwerpia 1920      | Bert Schneider     | Alexander Ireland    | Fred Kolberg                         |
| Paryż 1924          | Jean Delarge       | Héctor Méndez        | Douglas Lewis                        |
| Amsterdam 1928      | Ted Morgan         | Raúl Landini         | Raymond Smillie                      |
| Los Angeles 1932    | Edward Flynn       | Erich Campe          | Bruno Ahlberg                        |
| Berlin 1936         | Sten Suvio         | Michael Murach       | Gerhard Pedersen                     |
| Londyn 1948         | Július Torma       | Horace Herring       | Alessandro D’Ottavio                 |
| Helsinki 1952       | Zygmunt Chychła    | Siergiej Szczerbakow | Günther Heidemann Victor Jørgensen   |
| Melbourne 1956      | Nicolae Linca      | Frederick Tiedt      | Nicholas Gargano Kevin Hogarth       |
| Rzym 1960           | Nino Benvenuti     | Jurij Radoniak       | Leszek Drogosz Jimmy Lloyd           |
| Tokio 1964          | Marian Kasprzyk    | Ričardas Tamulis     | Silvano Bertini Pertti Purhonen      |
| Meksyk 1968         | Manfred Wolke      | Joseph Bessala       | Mario Guilloti Władimir Musalimow    |
| Monachium 1972      | Emilio Correa      | János Kajdi          | Richard Murunga Jesse Valdez         |
| Montreal 1976       | Jochen Bachfeld    | Pedro Gamarro        | Reinhard Skricek Victor Zilberman    |
| Moskwa 1980         | Andrés Aldama      | John Mugabi          | Karl-Heinz Krüger Kazimierz Szczerba |
| Los Angeles 1984    | Mark Breland       | An Young-su          | Luciano Bruno Joni Nyman             |
| Seul 1988           | Robert Wangila     | Laurent Boudouani    | Jan Dydak Kenneth Gould              |
| Barcelona 1992      | Michael Carruth    | Juan Hernández       | Aníbal Acevedo Arkhom Chenglai       |
| Atlanta 1996        | Oleg Saitow        | Juan Hernández       | Daniel Santos Marian Simion          |
| Sydney 2000         | Oleg Saitow        | Serhij Docenko       | Vitalie Grușac Dorel Simion          |
| Ateny 2004          | Baktijar Artajew   | Lorenzo Aragón       | Oleg Saitow Kim Jung-joo             |
| Pekin 2008          | Bakyt Särsekbajew  | Carlos Banteaux      | Hanati Silamu Kim Jung-joo           |
| Londyn 2012         | Seryk Säpijew      | Fred Evans           | Taras Szełestiuk Andriej Zamkowoj    |
| Rio de Janeiro 2016 | Danijar Jeleusinow | Shaxram Giyasov      | Souleymane Cissokho Mohammed Rabii   |
| Tokio 2020          | Roniel Iglesias    | Pat McCormack        | Andriej Zamkowoj Aidan Walsh         |

### Waga lekkośrednia
Od 1952 do 2000 do 71 kg.
| Rok i miejsce    | Złoto               | Srebro                | Brąz                                  |
| ---------------- | ------------------- | --------------------- | ------------------------------------- |
| Helsinki 1952    | László Papp         | Theunis van Schalkwyk | Eladio Herrera Boris Tiszyn           |
| Melbourne 1956   | László Papp         | José Torres           | John McCormack Zbigniew Pietrzykowski |
| Rzym 1960        | Wilbert McClure     | Carmelo Bossi         | William Fisher Boris Łagutin          |
| Tokio 1964       | Boris Łagutin       | Joseph Gonzales       | Józef Grzesiak Nojim Maiyegun         |
| Meksyk 1968      | Boris Łagutin       | Rolando Garbey        | John Baldwin Günther Meier            |
| Monachium 1972   | Dieter Kottysch     | Wiesław Rudkowski     | Alan Minter Peter Tiepold             |
| Montreal 1976    | Jerzy Rybicki       | Tadija Kačar          | Rolando Garbey Wiktor Sawczenko       |
| Moskwa 1980      | Armando Martínez    | Aleksandr Koszkin     | Ján Franek Detlef Kästner             |
| Los Angeles 1984 | Frank Tate          | Shawn O’Sullivan      | Christophe Tiozzo Manfred Zielonka    |
| Seul 1988        | Park Si-hun         | Roy Jones Jr.         | Ray Downey Richie Woodhall            |
| Barcelona 1992   | Juan Carlos Lemus   | Orhan Delibaș         | György Mizsei Robin Reid              |
| Atlanta 1996     | David Reid          | Alfredo Duvergel      | Jermachan Ybrajymow Karim Toʻlaganov  |
| Sydney 2000      | Jermachan Ybrajymow | Marian Simion         | Jermain Taylor Pornchai Thongburan    |

### Waga średnia
Od 1904 do 1908 do 158 funtów (71,7 kg), od 1920 do 1936 do 160 funtów (72,6 kg), w 1948 do 73 kg, od 1952 do 75 kg.
| Rok i miejsce       | Złoto                     | Srebro                  | Brąz                                 |
| ------------------- | ------------------------- | ----------------------- | ------------------------------------ |
| Saint Louis 1904    | Charles Mayer             | Benjamin Spradley       | –                                    |
| Londyn 1908         | John Douglas              | Snowy Baker             | William Philo                        |
| Antwerpia 1920      | Harry Mallin              | Georges Prud’Homme      | Montgomery Herschowitch              |
| Paryż 1924          | Harry Mallin              | John Elliott            | Joseph Beeken                        |
| Amsterdam 1928      | Piero Toscani             | Jan Heřmánek            | Léonard Steyaert                     |
| Los Angeles 1932    | Carmen Barth              | Amado Azar              | Ernest Peirce                        |
| Berlin 1936         | Jean Despeaux             | Henry Tiller            | Raúl Villarreal                      |
| Londyn 1948         | László Papp               | John Wright             | Ivano Fontana                        |
| Helsinki 1952       | Floyd Patterson           | Vasile Tiță             | Boris Nikołow Stig Sjölin            |
| Melbourne 1956      | Giennadij Szatkow         | Ramón Tapia             | Gilbert Chapron Víctor Zalazar       |
| Rzym 1960           | Edward Crook              | Tadeusz Walasek         | Jewgienij Fieofanow Ion Monea        |
| Tokio 1964          | Walerij Popienczenko      | Emil Schulz             | Franco Valle Tadeusz Walasek         |
| Meksyk 1968         | Chris Finnegan            | Aleksiej Kisielow       | Alfred Jones Agustín Zaragoza        |
| Monachium 1972      | Wiaczesław Lemieszew      | Reima Virtanen          | Prince Amartey Marvin Johnson        |
| Montreal 1976       | Michael Spinks            | Rufat Riskijew          | Luis Martínez Alec Năstac            |
| Moskwa 1980         | José Gómez                | Wiktor Sawczenko        | Jerzy Rybicki Valentin Silaghi       |
| Los Angeles 1984    | Shin Joon-sup             | Virgil Hill             | Arístides González Mohamed Zaoui     |
| Seul 1988           | Henry Maske               | Egerton Marcus          | Chris Sande Syed Hussain Shah        |
| Barcelona 1992      | Ariel Hernández           | Chris Byrd              | Chris Johnson Lee Seung-bae          |
| Atlanta 1996        | Ariel Hernández           | Malik Beyleroğlu        | Muhammad Bahari Rhoshii Wells        |
| Sydney 2000         | Jorge Gutiérrez           | Gajdarbiek Gajdarbiekow | Vüqar Ələkbərov Zsolt Erdei          |
| Ateny 2004          | Gajdarbiek Gajdarbiekow   | Giennadij Gołowkin      | Andre Dirrell Suriya Prasathinphmai  |
| Pekin 2008          | James DeGale              | Emilio Correa           | Vijender Singh Darren Sutherland     |
| Londyn 2012         | Ryōta Murata              | Esquiva Florentino      | Anthony Ogogo Abbos Atoyev           |
| Rio de Janeiro 2016 | Arlen López               | Bektemir Meliqoʻziyev   | Misael Rodríguez Kamran Szachsuwarły |
| Tokio 2020          | Hebert Conceição          | Ołeksandr Chyżniak      | Gleb Bakszi Eumir Marcial            |
| Paryż 2024          | Asadxoʻja Moʻydinxoʻjayev | Marco Verde             | Omari Jones Lewis Richardson         |

### Waga półciężka
Od 1920 do 1936 do 175 funtów (79,4 kg), w 1948 do 80 kg, od 1948 do 81 kg.
| Rok i miejsce       | Złoto               | Srebro                 | Brąz                                          |
| ------------------- | ------------------- | ---------------------- | --------------------------------------------- |
| Antwerpia 1920      | Edward Eagan        | Sverre Sørsdal         | Harold Franks                                 |
| Paryż 1924          | Harold Mitchell     | Thyge Petersen         | Sverre Sørsdal                                |
| Amsterdam 1928      | Víctor Avendaño     | Ernst Pistulla         | Karel Miljon                                  |
| Los Angeles 1932    | David Carstens      | Gino Rossi             | Peter Jørgensen                               |
| Berlin 1936         | Roger Michelot      | Richard Vogt           | Francisco Risiglione                          |
| Londyn 1948         | George Hunter       | Donald Scott           | Mauro Cía                                     |
| Helsinki 1952       | Norvel Lee          | Antonio Pacenza        | Anatolij Pierow Harry Siljander               |
| Melbourne 1956      | James Boyd          | Gheorghe Negrea        | Carlos Lucas Romualdas Murauskas              |
| Rzym 1960           | Cassius Clay        | Zbigniew Pietrzykowski | Antony Madigan Giulio Saraudi                 |
| Tokio 1964          | Cosimo Pinto        | Aleksiej Kisielow      | Aleksandyr Nikołow Zbigniew Pietrzykowski     |
| Meksyk 1968         | Danas Pozniakas     | Ion Monea              | Stanisław Dragan Georgi Stankow               |
| Monachium 1972      | Mate Parlov         | Gilberto Carrillo      | Janusz Gortat Isaac Ikhouria                  |
| Montreal 1976       | Leon Spinks         | Sixto Soria            | Costică Dafinoiu Janusz Gortat                |
| Moskwa 1980         | Slobodan Kačar      | Paweł Skrzecz          | Herbert Bauch Ricardo Rojas                   |
| Los Angeles 1984    | Anton Josipović     | Kevin Barry            | Evander Holyfield Mustapha Moussa             |
| Seul 1988           | Andrew Maynard      | Nurmagomied Szanawazow | Henryk Petrich Damir Škaro                    |
| Barcelona 1992      | Torsten May         | Rostisław Zaulicznyj   | Wojciech Bartnik Zoltán Béres                 |
| Atlanta 1996        | Wasilij Żyrow       | Lee Seung-bae          | Antonio Tarver Thomas Ulrich                  |
| Sydney 2000         | Aleksandr Lebziak   | Rudolf Kraj            | Andrij Fedczuk Sergey Mihaylov                |
| Ateny 2004          | Andre Ward          | Mahamied Aryphadżyjeu  | Uktirbek Haydarov Ahmed Ismail                |
| Pekin 2008          | Zhang Xiaoping      | Kenneth Egan           | Jerkebułan Szynalijew Tony Jeffries           |
| Londyn 2012         | Jegor Miechoncew    | Ädylbek Nijazymbetow   | Yamaguchi Falcão Florentino Ołeksandr Hwozdyk |
| Rio de Janeiro 2016 | Julio César La Cruz | Ädylbek Nijazymbetow   | Mathieu Bauderlique Joshua Buatsi             |
| Tokio 2020          | Arlen López         | Benjamin Whittaker     | Loren Alfonso Imam Chatajew                   |
| Paryż 2024          | Ołeksandr Chyżniak  | Nurbek Oralbay         | Cristian Pinales Arlen López                  |

### Waga ciężka
Od 1904 do 1908 ponad 158 funtów (71,7 kg), od 1920 do 1936 ponad 175 funtów (79,4 kg), w 1948 ponad 80 kg, od 1952 do 1980 ponad 81 kg, od 1984 do 91 kg.
| Rok i miejsce       | Złoto                | Srebro            | Brąz                               |
| ------------------- | -------------------- | ----------------- | ---------------------------------- |
| Saint Louis 1904    | Samuel Berger        | Charles Mayer     | William Michaels                   |
| Londyn 1908         | Albert Oldman        | Sidney Evans      | Frank Parks                        |
| Antwerpia 1920      | Ronald Rawson        | Søren Petersen    | Xavier Eluère                      |
| Paryż 1924          | Otto von Porat       | Søren Petersen    | Alfredo Porzio                     |
| Amsterdam 1928      | Arturo Rodríguez     | Nils Ramm         | Michael Jacob Michaelsen           |
| Los Angeles 1932    | Santiago Lovell      | Luigi Rovati      | Frederick Feary                    |
| Berlin 1936         | Herbert Runge        | Guillermo Lovell  | Erling Nilsen                      |
| Londyn 1948         | Rafael Iglesias      | Gunnar Nilsson    | John Arthur                        |
| Helsinki 1952       | Ed Sanders           | Ingemar Johansson | Ilkka Koski Andries Nieman         |
| Melbourne 1956      | Pete Rademacher      | Lew Muchin        | Daniel Bekker Giacomo Bozzano      |
| Rzym 1960           | Franco De Piccoli    | Daniel Bekker     | Josef Němec Günter Siegmund        |
| Tokio 1964          | Joe Frazier          | Hans Huber        | Giuseppe Ros Wadim Jemieljanow     |
| Meksyk 1968         | George Foreman       | Jonas Čepulis     | Giorgio Bambini Joaquín Rocha      |
| Monachium 1972      | Teófilo Stevenson    | Ion Alexe         | Peter Hussing Hasse Thomsén        |
| Montreal 1976       | Teófilo Stevenson    | Mircea Șimon      | Clarence Hill John Tate            |
| Moskwa 1980         | Teófilo Stevenson    | Piotr Zajew       | Jürgen Fanghänel István Lévai      |
| Los Angeles 1984    | Henry Tillman        | Willie DeWit      | Angelo Musone Arnold Vanderlyde    |
| Seul 1988           | Ray Mercer           | Baek Hyun-man     | Andrzej Gołota Arnold Vanderlyde   |
| Barcelona 1992      | Félix Savón          | David Izonritei   | David Tua Arnold Vanderlyde        |
| Atlanta 1996        | Félix Savón          | David Defiagbon   | Nate Jones Luan Krasniqi           |
| Sydney 2000         | Félix Savón          | Sułtan Ibragimow  | Wladimer Czanturia Sebastian Köber |
| Ateny 2004          | Odlanier Solís       | Wiktar Zujeu      | Naser Al Shami Muhammad as-Sajjid  |
| Pekin 2008          | Rachim Czachkijew    | Clemente Russo    | Deontay Wilder Osmay Acosta        |
| Londyn 2012         | Ołeksandr Usyk       | Clemente Russo    | Terweł Pulew Teymur Məmmədov       |
| Rio De Janeiro 2016 | Jewgienij Tiszczenko | Wasilij Lewit     | Erislandy Savon Rustam Tulaganov   |
| Tokio 2020          | Julio César La Cruz  | Abner Teixeira    | Hussein Ishaish Enmanuel Reyes     |
| Paryż 2024          | Lazizbek Mullojonov  | Loren Alfonso     | Enmanuel Reyes Davlat Boltaev      |

### Waga superciężka
Od 1984 ponad 91 kg.
| Rok i miejsce       | Złoto               | Srebro                 | Brąz                                         |
| ------------------- | ------------------- | ---------------------- | -------------------------------------------- |
| Los Angeles 1984    | Tyrell Biggs        | Francesco Damiani      | Aziz Salihu Robert Wells                     |
| Seul 1988           | Lennox Lewis        | Riddick Bowe           | Janusz Zarenkiewicz Aleksandr Miroszniczenko |
| Barcelona 1992      | Roberto Balado      | Richard Igbineghu      | Swilen Rusinow Brian Nielsen                 |
| Atlanta 1996        | Wołodymyr Kłyczko   | Paea Wolfgramm         | Aleksiej Lezin Duncan Dokiwari               |
| Sydney 2000         | Audley Harrison     | Muchtarchan Dyldäbekow | Paolo Vidoz Rustam Saidov                    |
| Ateny 2004          | Aleksandr Powietkin | Muhammad Ali Rida      | Roberto Cammarelle Michel López Núñez        |
| Pekin 2008          | Roberto Cammarelle  | Zhang Zhilei           | David Price Wiaczesław Hłazkow               |
| Londyn 2012         | Anthony Joshua      | Roberto Cammarelle     | Məhəmmədrəsul Məcidov Iwan Dyczko            |
| Rio de Janeiro 2016 | Tony Yoka           | Joe Joyce              | Iwan Dyczko Filip Hrgović                    |
| Tokio 2020          | Bahodir Jalolov     | Richard Torrez         | Fraser Clark Kamszybek Kongkabajew           |
| Paryż 2024          | Bakhodir Jalolov    | Ayoub Ghadfa           | Nelvie Tiafack Djamili-Dini Aboudou Moindze  |

## Kobiety

### Waga musza
| Rok i miejsce       | Złoto          | Srebro             | Brąz                           |
| ------------------- | -------------- | ------------------ | ------------------------------ |
| Londyn 2012         | Nicola Adams   | Ren Cancan         | Marlen Esparza Mary Kom        |
| Rio de Janeiro 2016 | Nicola Adams   | Sarah Ourahmoune   | Ren Cancan Ingrit Valencia     |
| Tokio 2020          | Stojka Petrowa | Buse Naz Çakıroğlu | Tsukimi Namiki Huang Hsiao-wen |
| Paryż 2024          | Wu Yu          | Buse Naz Çakıroğlu | Nazym Kyzaibay Aira Villegas   |

### Waga piórkowa
| Rok i miejsce | Złoto      | Srebro         | Brąz                           |
| ------------- | ---------- | -------------- | ------------------------------ |
| Tokio 2020    | Sena Irie  | Nesthy Petecio | Karriss Artingstall Irma Testa |
| Paryż 2024    | Chang Yuan | Hatice Akbaş   | Pang Chol-mi Im Ae-ji          |

### Waga do 57 kg
| Rok i miejsce | Złoto       | Srebro          | Brąz                       |
| ------------- | ----------- | --------------- | -------------------------- |
| Paryż 2024    | Lin Yu-ting | Julia Szeremeta | Esra Yıldız Nesthy Petecio |

### Waga lekka
| Rok i miejsce       | Złoto             | Srebro           | Brąz                               |
| ------------------- | ----------------- | ---------------- | ---------------------------------- |
| Londyn 2012         | Katie Taylor      | Sofja Oczigawa   | Mawzuna Czorijewa Adriana Araújo   |
| Rio de Janeiro 2016 | Estelle Mossely   | Yin Junhua       | Anastasija Bielakowa Mira Potkonen |
| Tokio 2020          | Kellie Harrington | Beatriz Ferreira | Sudaporn Seesondee Mira Potkonen   |
| Paryż 2024          | Kellie Harrington | Yang Wenlu       | Wu Shih-yi Beatriz Ferreira        |

### Waga półśrednia
| Rok i miejsce | Złoto             | Srebro   | Brąz                                |
| ------------- | ----------------- | -------- | ----------------------------------- |
| Tokio 2020    | Busenaz Sürmeneli | Gu Hong  | Lovlina Borgohain Oshae Jones       |
| Paryż 2024    | Imane Khelif      | Yang Liu | Janjaem Suwannapheng Chen Nien-chin |

### Waga średnia
| Rok i miejsce       | Złoto            | Srebro             | Brąz                                     |
| ------------------- | ---------------- | ------------------ | ---------------------------------------- |
| Londyn 2012         | Claressa Shields | Nadieżda Torłopowa | Marina Wolnowa Li Jinzi                  |
| Rio de Janeiro 2016 | Claressa Shields | Nouchka Fontijn    | Dariga Szakimowa Li Qian                 |
| Tokio 2020          | Lauren Price     | Li Qian            | Nouchka Fontijn Ziemfira Magomiedalijewa |
| Paryż 2024          | Li Qian          | Atheyna Bylon      | Caitlin Parker Cindy Ngamba              |